# آگریپینا (فیلم)
آگریپینا (ایتالیایی: Agrippina) یک فیلم صامت به کارگردانی انریکو گواتسونی است که در سال ۱۹۱۱ منتشر شد. از بازیگران آن می‌توان به ماریا کازرینی و املتو نولی اشاره کرد.

## بازیگران
- چزاره مالدینی
- ماریا کازرینی
- جووانی دلفینی
- املتو نولی